# Communauté de communes Les Balcons du Dauphiné
Die Communauté de communes Les Balcons du Dauphiné ist ein französischer Gemeindeverband mit der Rechtsform einer Communauté de communes im Département Isère in der Region Auvergne-Rhône-Alpes. Sie wurde am 1. November 2016 gegründet und umfasst 47 Gemeinden. Der Sitz der Verwaltung befindet sich im Ort Saint-Chef.

## Historische Entwicklung
Der Gemeindeverband entstand mit Wirkung vom 1. Januar 2017 durch die Fusion der Vorgängerorganisationen 
Communauté de communes Les Balmes Dauphinoises, Communauté de communes de l’Isle-Crémieu und Communauté de communes du Pays des Couleurs.

## Mitgliedsgemeinden
| Gemeinde                                       | Einwohner 1. Januar 2022 | Fläche km² | Dichte Einw./km² | Code INSEE | Postleitzahl |
| ---------------------------------------------- | ------------------------ | ---------- | ---------------- | ---------- | ------------ |
| Annoisin-Chatelans                             | 724                      | 13,27      | 55               | 38010      | 38460        |
| Arandon-Passins                                | 1.858                    | 26,14      | 71               | 38297      | 38510        |
| Bouvesse-Quirieu                               | 1.493                    | 17,51      | 85               | 38054      | 38390        |
| Brangues                                       | 620                      | 11,67      | 53               | 38055      | 38510        |
| Chamagnieu                                     | 1.775                    | 13,70      | 130              | 38067      | 38460        |
| Charette                                       | 435                      | 11,26      | 39               | 38083      | 38390        |
| Chozeau                                        | 998                      | 8,20       | 122              | 38109      | 38460        |
| Corbelin                                       | 2.368                    | 12,00      | 197              | 38124      | 38630        |
| Courtenay                                      | 1.288                    | 32,08      | 40               | 38135      | 38510        |
| Crémieu                                        | 3.543                    | 6,14       | 577              | 38138      | 38460        |
| Creys-Mépieu                                   | 1.576                    | 28,99      | 54               | 38139      | 38510        |
| Dizimieu                                       | 818                      | 9,74       | 84               | 38146      | 38460        |
| Frontonas                                      | 2.116                    | 12,65      | 167              | 38176      | 38290        |
| Hières-sur-Amby                                | 1.198                    | 8,73       | 137              | 38190      | 38118        |
| La Balme-les-Grottes                           | 1.157                    | 14,61      | 79               | 38026      | 38390        |
| Le Bouchage                                    | 648                      | 11,20      | 58               | 38050      | 38510        |
| Les Avenières Veyrins-Thuellin                 | 7.699                    | 41,56      | 185              | 38022      | 38630        |
| Leyrieu                                        | 919                      | 6,39       | 144              | 38210      | 38460        |
| Montalieu-Vercieu                              | 3.508                    | 8,66       | 405              | 38247      | 38390        |
| Montcarra                                      | 606                      | 4,90       | 124              | 38250      | 38890        |
| Moras                                          | 523                      | 8,32       | 63               | 38260      | 38460        |
| Morestel                                       | 4.416                    | 8,03       | 550              | 38261      | 38510        |
| Optevoz                                        | 877                      | 12,00      | 73               | 38282      | 38460        |
| Panossas                                       | 682                      | 7,99       | 85               | 38294      | 38460        |
| Parmilieu                                      | 727                      | 12,83      | 57               | 38295      | 38390        |
| Porcieu-Amblagnieu                             | 1.792                    | 15,80      | 113              | 38320      | 38390        |
| Saint-Baudille-de-la-Tour                      | 842                      | 21,76      | 39               | 38365      | 38118        |
| Saint-Chef                                     | 3.910                    | 27,16      | 144              | 38374      | 38890        |
| Saint-Hilaire-de-Brens                         | 605                      | 7,52       | 80               | 38392      | 38460        |
| Saint-Marcel-Bel-Accueil                       | 1.507                    | 18,23      | 83               | 38415      | 38080        |
| Saint-Romain-de-Jalionas                       | 3.405                    | 13,65      | 249              | 38451      | 38460        |
| Saint-Sorlin-de-Morestel                       | 613                      | 5,38       | 114              | 38458      | 38510        |
| Saint-Victor-de-Morestel                       | 1.142                    | 13,13      | 87               | 38465      | 38510        |
| Salagnon                                       | 1.484                    | 8,21       | 181              | 38467      | 38890        |
| Sermérieu                                      | 1.642                    | 17,14      | 96               | 38483      | 38510        |
| Siccieu-Saint-Julien-et-Carisieu               | 601                      | 14,22      | 42               | 38488      | 38460        |
| Soleymieu                                      | 849                      | 13,36      | 64               | 38494      | 38460        |
| Tignieu-Jameyzieu                              | 7.944                    | 13,32      | 596              | 38507      | 38230        |
| Trept                                          | 2.097                    | 15,87      | 132              | 38515      | 38460        |
| Vasselin                                       | 462                      | 3,85       | 120              | 38525      | 38890        |
| Vénérieu                                       | 975                      | 6,00       | 163              | 38532      | 38460        |
| Vernas                                         | 266                      | 5,87       | 45               | 38535      | 38460        |
| Vertrieu                                       | 605                      | 4,59       | 132              | 38539      | 38390        |
| Veyssilieu                                     | 324                      | 6,49       | 50               | 38542      | 38460        |
| Vézeronce-Curtin                               | 2.217                    | 14,37      | 154              | 38543      | 38510        |
| Vignieu                                        | 961                      | 9,40       | 102              | 38546      | 38890        |
| Villemoirieu                                   | 1.890                    | 13,29      | 142              | 38554      | 38460        |
| Communauté de communes Les Balcons du Dauphiné | 78.705                   | 617,18     | 128              | –          | –            |